# 吉卜利勒圣训
吉卜利勒圣训 (英語：Hadith of Gabriel; 阿拉伯语：‎), 根据逊尼派伊斯兰教，这是先知穆罕默德圣训，众所周知，它以简洁的方式闡述了伊斯兰教教義。它的叙述包含了对伊斯兰宗教核心的最好总结，它们是：
1. 伊斯兰 (Islam), 用 “五功” 来描述，
2. 伊斯兰信仰 (Iman), 用六大信条来描述，
3. 伊赫桑 (Ihsan), 美丽又好 
4. 复活时 (al-Sa'ah), 没有描述，但给出了它的标志。
这条圣训在布哈里圣训和穆斯林圣训实录收藏中都有发现。它被伊斯兰学者命名为 "吉卜利勒圣训"，因为大天使加百列以人的形式出现在穆罕默德和他周围的人面前。